# Bahnhof Bergisch Gladbach (Gronau)
Der ehemalige Bahnhof Bergisch Gladbach lag zum Zeitpunkt des Baus im Stadtteil Gronau und liegt heute im Stadtteil Stadtmitte von Bergisch Gladbach. Zu Zeiten der Rheinprovinz war er – Bahnhof Gronau genannt – zudem Wohnplatz der ehemaligen Bürgermeisterei Bergisch Gladbach.

## Geschichte

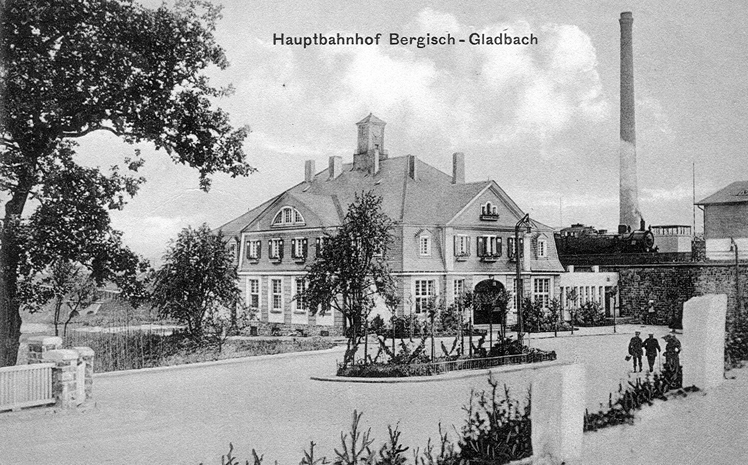
Ehemaliger „Hauptbahnhof“ von Bergisch Gladbach (1912)

Die Bergisch-Märkische Eisenbahn-Gesellschaft begann in den 1860er-Jahren mit dem Bau ihrer Bahnstrecke Köln-Mülheim–Lindlar. Am 15. Dezember 1868 wurde das erste Teilstück vom Bahnhof Mülheim am Rhein zum Bahnhof Bergisch Gladbach eröffnet, wobei letzterer als Kopfbahnhof angelegt wurde.
Bei der Weiterführung der Strecke zum Bahnhof Bensberg knapp zwei Jahre später blieb der Kopfbahnhof bestehen, weshalb alle Züge dort wenden mussten. Auf Grund dieses betrieblichen Hindernisses plante die Königliche Eisenbahndirektion Köln eine Abzweigstelle in Gronau gut 1,2 Kilometer vor dem Kopfbahnhof und eine Verbindungskurve zur Bensberger Strecke, um eine durchgehende Fahrt in beiden Richtungen zu ermöglichen, die außerdem kürzer war. Gegen diese Pläne wurde am 21. März 1906 eine Resolution verabschiedet, die aber erfolglos blieb. Denn die Eisenbahndirektion verfügte, dass circa 2,5 Kilometer von der Abzweigstelle Gronau entfernt am Streckenkilometer 10,83 ein neuer Durchgangsbahnhof und an der Buchholzstraße ein Stellwerk zu bauen seien.
1885 wurde der sogenannte Bahnhof Gronau mit einem Haus und 19 Einwohnern als Wohnplatz der Bürgermeisterei Bergisch Gladbach geführt.
Nach Fertigstellung des Bahnhofs in Gronau, der den kompletten Personenverkehr übernahm und volkstümlich als „Hauptbahnhof“ bezeichnet wurde, und der entsprechenden Gleisanlagen verkehrten die durchgehenden Züge ab 4. Januar 1912 über die neue Strecke. Der Bergisch Gladbacher Kopfbahnhof blieb für die Abwicklung des Güterverkehrs zuständig.
1950 wurde der Kopfbahnhof unter der Bezeichnung Bergisch Gladbach Stadtmitte wieder für den Personenverkehr geöffnet.
Die Verbindungskurve wurde zusammen mit der Abzweigstelle Gronau am 29. Mai 1960 stillgelegt und der Durchgangsbahnhof am 29. September 1965 geschlossen.

## Empfangsgebäude
Seit dem 18. Oktober 1983 steht das Empfangsgebäude des ehemaligen Bahnhofs in Gronau als Baudenkmal unter der Nummer 55 in der Liste der Baudenkmäler in Bergisch Gladbach.
Das Empfangsgebäude beherbergt heute die Verwaltungen des b.i.b. International College und der Fachhochschule der Wirtschaft (FHDW).